# Смит, Майкл (биохимик)
Майкл Смит (англ. Michael Smith; 26 апреля 1932 года, Блэкпул, Великобритания — 4 октября 2000 года, Ванкувер, Канада) — канадский биохимик английского происхождения, лауреат Нобелевской премии по химии 1993 года, которую он разделил с Кэри Муллисом.
Член Лондонского королевского общества (1986), иностранный член Национальной академии наук США (1996).

## Биография и научная работа
Майкл Смит родился 26 апреля 1932 года в английском городе Блэкпуле. В 1950 году поступил в Манчестерский университет, там же в 1956 году защитил диссертацию. После защиты диссертации Смит отправился в Университет Британской Колумбии в Ванкувере, где проработал всю жизнь вплоть до своей кончины в 2000 году. Смит работал в молекулярной биологии, изобрёл сайт-направленный мутагенез, который чрезвычайно широко используется в современной биологии. В 1993 году он получил за это Нобелевскую премию по химии.

## Награды и признание
- 1986 — Международная премия Гайрднера
- 1992 — Медаль Флавеля[англ.]
- 1993 — Нобелевская премия по химии
- 1995 — Введён в Канадский зал медицинской славы[англ.][6]